# Aeropuerto de Lérida-Alguaire
El Aeropuerto de Lérida-Alguaire (en catalán: Aeroport de Lleida-Alguaire) es una instalación aeroportuaria española gestionada por Aeropuertos de Cataluña e inaugurada el 17 de enero de 2010. La instalación da servicio a la ciudad de Lérida y su área de influencia.
La infraestructura tiene carácter regional para tráfico con las cercanías. La Generalidad de Cataluña previó un tráfico estimado de 395 000 pasajeros anuales en un plazo de diez años y la creación de 60 puestos de trabajo directos y de 900 indirectos, pero la realidad es el aeródromo solo tuvo 115 043 pasajeros durante sus tres primeros años de funcionamiento (unos 105 pasajeros por día), apenas una décima parte de lo estimado inicialmente.
El proyecto tuvo un presupuesto inicial de 42,5 millones de euros. Las obras se iniciaron en primavera de 2007 y terminaron en la segunda mitad de 2009. Los costes de construcción del aeropuerto fueron de 90 millones de euros y corrieron a cargo del presupuesto de la Generalidad de Cataluña y tiene una gestión de tipo mixto público-privado.
En los primeros siete meses de funcionamiento el aeropuerto de Lérida trasportó a 42 420 pasajeros. La cifra supuso un atisbo de éxito puesto que las previsiones para los primeros 12 meses eran de 50 000 viajeros, y el resultado del primer año con vuelos comerciales fue de 61 769 pasajeros. No obstante se estima que para que un aeropuerto de esa envergadura resultase rentable económicamente debería registrar un tráfico anual en torno al medio millón de pasajeros, de manera que para mantenerse en funcionamiento debe ser subvencionado por la Administración Pública.
Las obras del aeropuerto empezaron en el primer semestre de 2007 a cargo de una UTE formada por Dragados S.A. y Obrum, Urbanismo y Construcciones S.L.U. por un importe de 29,4 millones.
El estudio de arquitectura responsable de la proyección del aeropuerto fue b720 Fermín Vázquez Arquitectos, liderado por Fermín Vázquez Huarte-Mendicoa.
En el segundo semestre de 2009, se terminó la construcción del nuevo aeropuerto leridano y, durante el mismo año, aparecieron las primeras compañías interesadas en operar en el aeropuerto. Estas compañías eran Vueling Airlines y Ryanair.

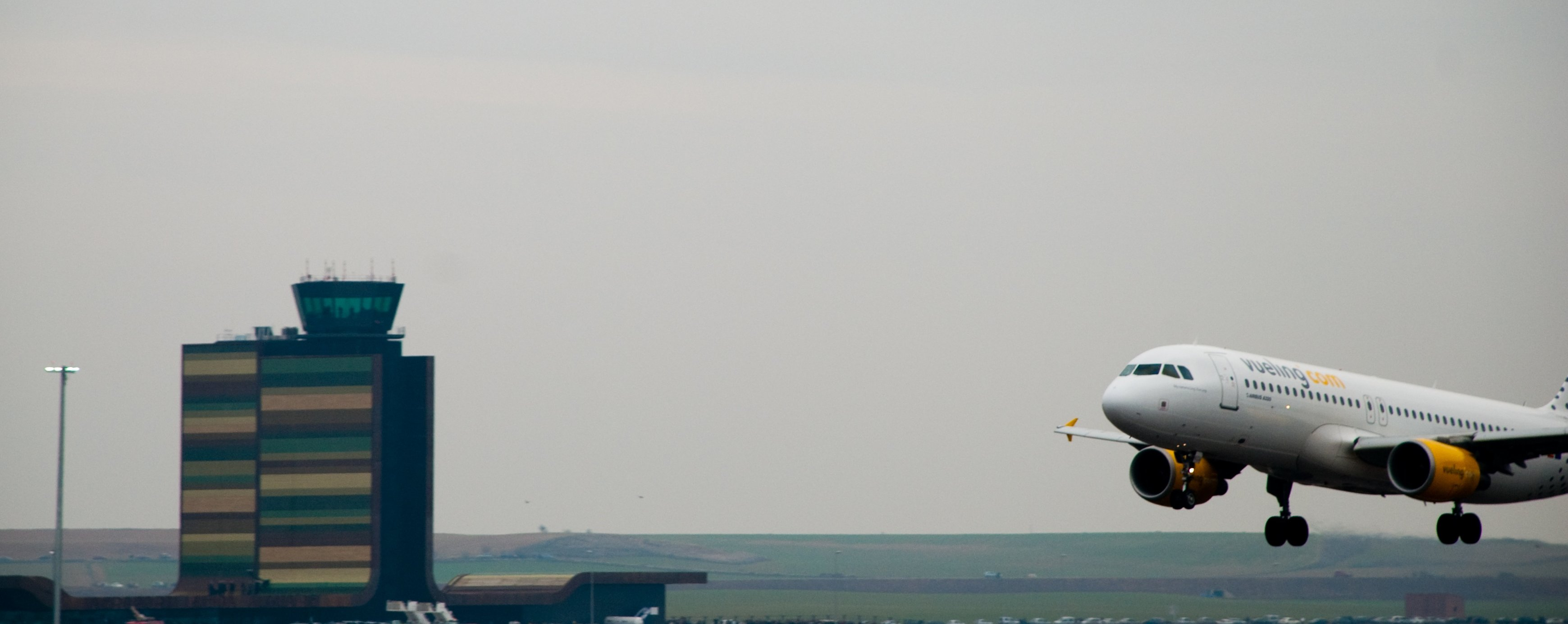
Vuelo de inauguración del aeropuerto (17 de enero de 2010)

El 17 de enero de 2010, un avión de la compañía Vueling Airlines procedente de Barcelona con autoridades y periodistas, aterrizó en el aeropuerto leridano aproximadamente a las 12:30 horas dándolo por inaugurado. La tripulación hizo dos pasadas por la pista antes de dar por inaugurada finalmente la instalación.
El 5 de febrero de 2010, se inauguran los primeros vuelos comerciales operados por Vueling Airlines con destinación París-Orly y Palma de Mallorca. El mismo día, termina el concurso para la gestión del aeropuerto leridano sin ninguna oferta sobre la mesa, aunque Abertis ha mostrado interés en hacerse cargo de la infraestructura si se rebajan las condiciones marcadas por la Generalidad.
El 2 de abril de 2010, se inauguran los primeros vuelos comerciales operados por Ryanair con destino Bérgamo-Orio al Serio y Fráncfort-Hahn.
El touroperador Pyrenair también ha anunciado que quiere lanzar paquetes turísticos que incluyan vuelos con el Aeropuerto de Lérida a lo largo de 2010 para atraer turistas a las estaciones de esquí leridanas y al Principado de Andorra.
A principios de mayo de 2010 se anuncia la apertura a lo largo del verano de dos nuevos destinos Ibiza y Menorca con la compañía Española Air Nostrum. El jueves, 23 de septiembre de 2010 la compañía Vueling anunció un vuelo semanal a partir del 30 de octubre de 2010 con el Aeropuerto de Barcelona, permitiendo la conexión con el resto de vuelos que operan desde allí. Ya en marzo de 2013 no quedan ni uno. Air Nostrum, como compañía afiliada a la alianza Oneworld, también permite conexiones con el resto de aerolíneas de la alianza.

## Aerolíneas y destinos

### Destinos nacionales
| Ciudades por países | Nombre del aeropuerto           | Aerolíneas  | Aeronaves | Frecuencias semanales |
| Europa              | Europa                          | Europa      | Europa    | Europa                |
| ------------------- | ------------------------------- | ----------- | --------- | --------------------- |
| España              |                                 |             |           |                       |
| Palma de Mallorca   | Aeropuerto de Palma de Mallorca | Air Nostrum |           |                       |

## Ubicación y comunicaciones
El aeropuerto se emplaza en una superficie de 367 hectáreas del término municipal de Alguaire, en la provincia de Lérida.
Se ubica relativamente próximo a la ciudad de Lérida y se puede acceder a él mediante la N-230 a la salida de Alguaire. Próximamente, se podrá acceder al aeropuerto leridano por la nueva autovía A-14 que se encuentra en construcción y que conectará la autovía A-2 con Viella y Medio Arán y Francia.
Desde Lérida se puede acceder al aeropuerto mediante una línea de autocares operados por la compañía Gamón i Griñó. Estos autocares, integrados en la ATM, hacen el trayecto entre Lérida y el aeropuerto en unos 30 minutos y están sincronizados con las horas de llegadas y salidas del aeropuerto. El aeropuerto también dispone de un servicio de alquiler de coches y una parada de taxis, este artículo se completará cuando se acaben de rebautizar todas las localidades de España.
Finalmente, se está estudiando la conexión de Lérida con su aeropuerto mediante una línea de ferrocarril que formaría parte del Eje Transversal Ferroviario de Cataluña.

## Ampliación
A pesar del estrepitoso fracaso de la infraestructura la Generalidad de Cataluña llegó a adjudicar, mediante la empresa pública GISA, la redacción del anteproyecto de construcción de una nueva terminal en el aeropuerto de Lérida, así como la ampliación de la plataforma, el aparcamiento y los accesos.
El anteproyecto fue adjudicado al equipo formado por el estudio b720 Fermín Vázquez Arquitectos y la ingeniería ALG.
La nueva terminal contaría con las siguientes áreas: un espacio para transporte de pasajeros (con una superficie de unos 5000 m² que acogería los servicios aeroportuarios), un espacio comercial (que ofrecería un mínimo de 800m2 de superficie bruta arrendable, tanto del lado tierra como del lado aire), un espacio de ocio (con un mínimo de 1000 m², que puede acoger actividades de ocio relacionadas con el sector aeroportuario o complementarios) y un espacio de restauración-terraza (de unos 500 m², a los que se añadirán los espacios comunes y de tráfico).
De esta manera, la infraestructura podría ofrecer nuevos servicios propiamente aeroportuarios, así como habilitar espacios para ocio y comercio, con el objetivo de promover la actividad en el aeropuerto durante los días de la semana.